# Çakırbağ, Kale
Çakırbağ là một xã thuộc huyện Kale, tỉnh Denizli, Thổ Nhĩ Kỳ. Dân số thời điểm năm 2010 là 350 người.